# 아서 윌리엄 테더
영국 공군의 원수 아서 윌리엄 테더, 제1대 테더 남작은 1890년 7월 11일 출생해 1967년 6월 3일에 죽은 옛 영국 공군 사령관이다. 그는 왕립비행군단의 조종사이자 군단 조종사로 제1차 세계 대전에서 복무했고, 전간기에는 영국 왕립 공군의 상급 장교로 복무했다. 제2차 세계 대전 동안, 그는 영국 공군 중동 사령부의 공군 장교로써 지중해와 북아프리카의 공중 작전을 총괄했다. 여기에는 크레타 전투에서의 철수와 북아프리카에서의 크루세이더 작전도 포함되어 있었다. 그의 폭격 전술은 테터 융단이라고 알려지게 되었다. 전쟁 후기에 그는 지중해 항공 사령부의 사령관 직을 맡았고, 그 역할은 연합군의 시칠리아 침공 및 연합군의 이탈리아 침공의 계획과 밀접한 연관이 있었다. 프랑스 침공과 관련된 오버로드 작전이 계획단계에 있을 때 아서 테더는 연합군 해외원정군 최고 사령부 직의 부사령관으로 지명되어 아이젠하워 밑에서 일하게 되었다. 영국 공군 장교 고위직을 수행한 그는 영국 공군 전투기 사령부의 크기를 2배로 늘리고 1948년 베를린 봉쇄를 방해하는데 성공했다.

## 어린 시절
테더는 아서 존 테더 경과 에밀리 샬롯 테더의 아들로 글렝귄에서 태어났다. 그의 아버지는 늙은 몸에 관세 회의의 담당자로 인정받았다. 그의 아버지의 직업은 어린 테더가 1895년부터 1898년까지 셰틀랜드 제도의 러윅에서, 그리고 1899년부터 1901년까지 엘긴에서 영국 제도의 다양한 부분을 볼 수 있었다는 것을 의미했다. 1902년 가족은 서레이의 크로이든에서 이사하고, 테더는 그가 캠브리지 대학에 갈 때까지인 1909년까지 휘그피트 학교에 참석했다. 테더는 그의 대학교 생활을 1909년부터 1913년까지 마그다레네 학교에서 보냈으며 그는 여기서 역사를 공부했다. 그는 1912년 여름 동안 베를린에서 독일어를 공부하였다. 새로운 학기가 시작되자 그는 마그다레네 학교로 돌아와 그 스스로 군인으로써의 경력을 쌓을 준비를 했다.
1913년 9월 2일, 테더는 도스세셔 여단의 소위의 직위를 부여 받았다. 대학에서 테더는 간부 후보생으로써 중령 수업에 참여했고, 피지의 행정부에서 일하기 위해 1914년 2월 영국을 떠났다. 그는 식민지 생활에서 그와의 연결고리를 찾지 못했고, 1차 대전이 발발하자 일반적인 육군에 지원하기 위해 영국으로 돌아왔다.

## 군인 경력

### 제1차 세계 대전
테더는 1914년 10월 14일 도싯 연대의 중위로 진급했으며, 12월에 영국으로 돌아왔다. 그는 도싯 해안의 와이크 레기스에 있는 예비 부대에 배치되었지만 2월에 무릎에 심각한 부상을 입었다. 부상으로 인해 테더는 완전한 보병 임무를 수행할 수 없었고, 칼레의 기지에서 잠시 근무했지만 영국 왕립 항공대 (RFC)로의 전출을 요청했다.
1916년 1월, 테더는 RFC에 입대 허가를 받아 레딩에 있는 제1항공 학교에 입학했다. 그는 1916년 3월 21일 대위로 진급했다. 4월에는 중앙 비행 학교에서 비행 훈련을 받고 '날개'를 획득했다. 1916년 6월, 테더는 제25 비행대 RFC의 조종사로 서부 전선에서 브리스틀 스카우트 C를 조종했다. 1916년 8월 9일, 테더는 25비행대의 비행대장으로 추가적인 책임을 맡게 되었다. 1917년 첫날, 테더는 소령으로 진급했으며 제70 비행대 RFC의 사령관으로 임명되었다. 테더는 서부 전선에 남아 있었고 그의 새로운 비행대는 소프위스 1½ 스트러터를 장비했다. 그는 1917년 5월 26일 이탈리아의 군인 용기 은메달을 수여받았다.
테더는 1917년 6월 25일 RFC 샤버리의 제67 비행대 사령관으로 임명되었고, 이듬해 이집트의 항법 및 폭탄 투하 학교 사령관이 되었다. 곧 또 다른 변화가 있었고 1918년 6월 24일 테더는 역시 이집트에 기반을 둔 제38비행대의 사령관으로 임명되었다. 그는 1918년 7월 23일 중령 임시 계급으로 진급했다

### 전간기
테더는 1919년 5월 RAF 버챔 뉴턴에서 당시 RAF 폭격기 중 가장 큰 항공기인 핸들리 페이지 V/1500을 장비한 제274비행대대의 지휘를 맡았다. 1919년 8월 1일, 테더는 신설된 영국 왕립 공군(RAF)의 상임 위임을 수락했다. 1920년 2월 제207비행대대로 이름이 바뀌고 DH.9A 폭격기를 장비한 이 비행대대는 1922~23년 차나크 위기 동안 잠시 튀르키예에 배치되었다. 테더는 1923년 말부터 1924년 봄까지 해군 참모 대학교에 재학했다.
1924년 1월 1일 비행대대장으로 진급한 테더는 1924년 9월 RAF 딕비의 기지 사령관과 제2비행훈련학교의 사령관이 되었고, 1927년 1월에는 공군부 훈련국 항공 참모로 합류했다. 그는 1928년 임페리얼 국방 대학교에 재학했고 1929년 1월에는 RAF 참모 대학교, 안도버의 부사령관이 되었다. 1931년 1월 1일 그룹 캡틴으로 진급한 그는 1932년 1월 RAF 이스트처치의 항공 무장 학교의 사령관이 되었다. 1934년 4월 4일 그는 공군부 훈련국장이 되었고, 1934년 7월 1일 에어 코모도어로 진급했다.
1936년 11월, 테더는 항공 총사령관 (AOC) RAF 극동군 사령관으로 임명되어 버마에서 홍콩과 보르네오섬에 이르는 RAF 부대를 지휘했다. 1937년 2월 1일 바스 훈장 동료로 임명된 그는 1937년 7월 1일 공군 부참모총장으로 진급했고 1938년 7월에는 공군부 연구국장이 되었다.

### 제2차 세계 대전

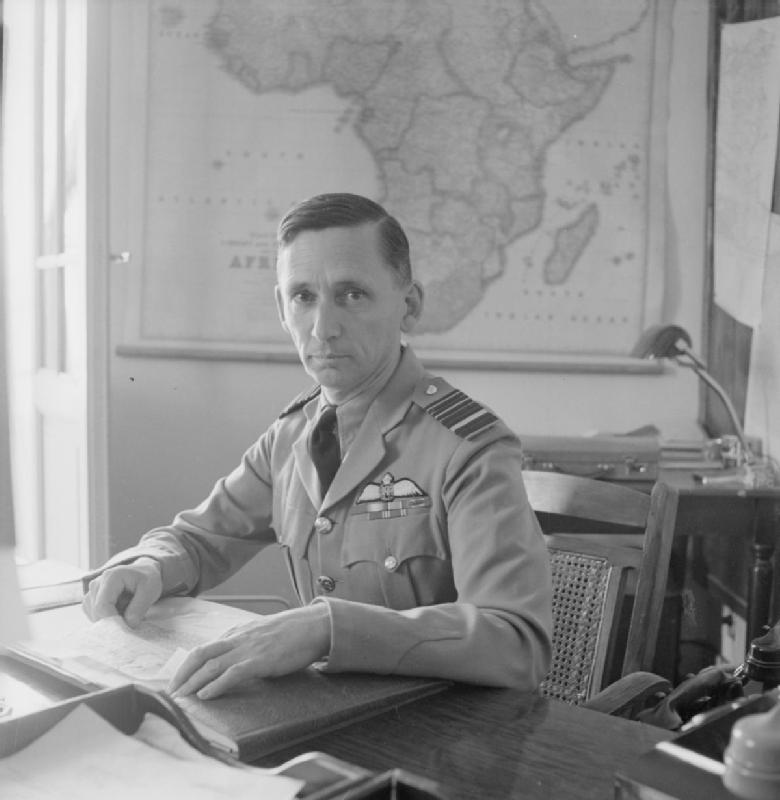
테더는 중동군 공군 사령관으로 복무하는 동안 카이로에 있는 그의 공식 관저인 에어 하우스에 있는 책상에 앉아 있다.

1939년 전쟁 발발 당시, 테더의 부서는 새로 설립된 항공기 생산부로 이전되었지만, 테더는 장관인 비버브룩 경 및 결과적으로 처칠 총리와 좋은 업무 관계를 형성할 수 없었다. 따라서 1940년 11월 29일, 그는 RAF 중동 사령부의 부사령관이 되었고 공군 중장 임시 계급을 부여받았다. 얼마 후, 테더는 처칠의 명령을 받아 타코라디 항공로를 부활시켰다.
테더는 1941년 6월 1일 RAF 중동 사령부 공군 총사령관으로 임명되었고, 임시 공군 중장 계급을 부여받았다 (1942년 4월 영구 계급으로 승진). 그는 처칠이 처음으로 선호했던 인물은 아니었지만, 선호했던 인물(공군 부사령관 O T 보이드)이 포로로 잡히자 테더가 임명되었다. RAF 중동 사령부의 수장으로서 그는 1941년 5월 크레타 철수와 1941년 후반 북아프리카의 크루세이더 작전을 포함하여 지중해와 북아프리카에서 공군 작전을 지휘했다. 테더는 1942년 새해 영예 명단에서 바스 훈장 바스 기사단장으로 승진했고, 1942년 6월 30일 중동에서의 공로로 전공 기재되었으며 1942년 7월 3일 공군 대장 임시 계급으로 승진했다.

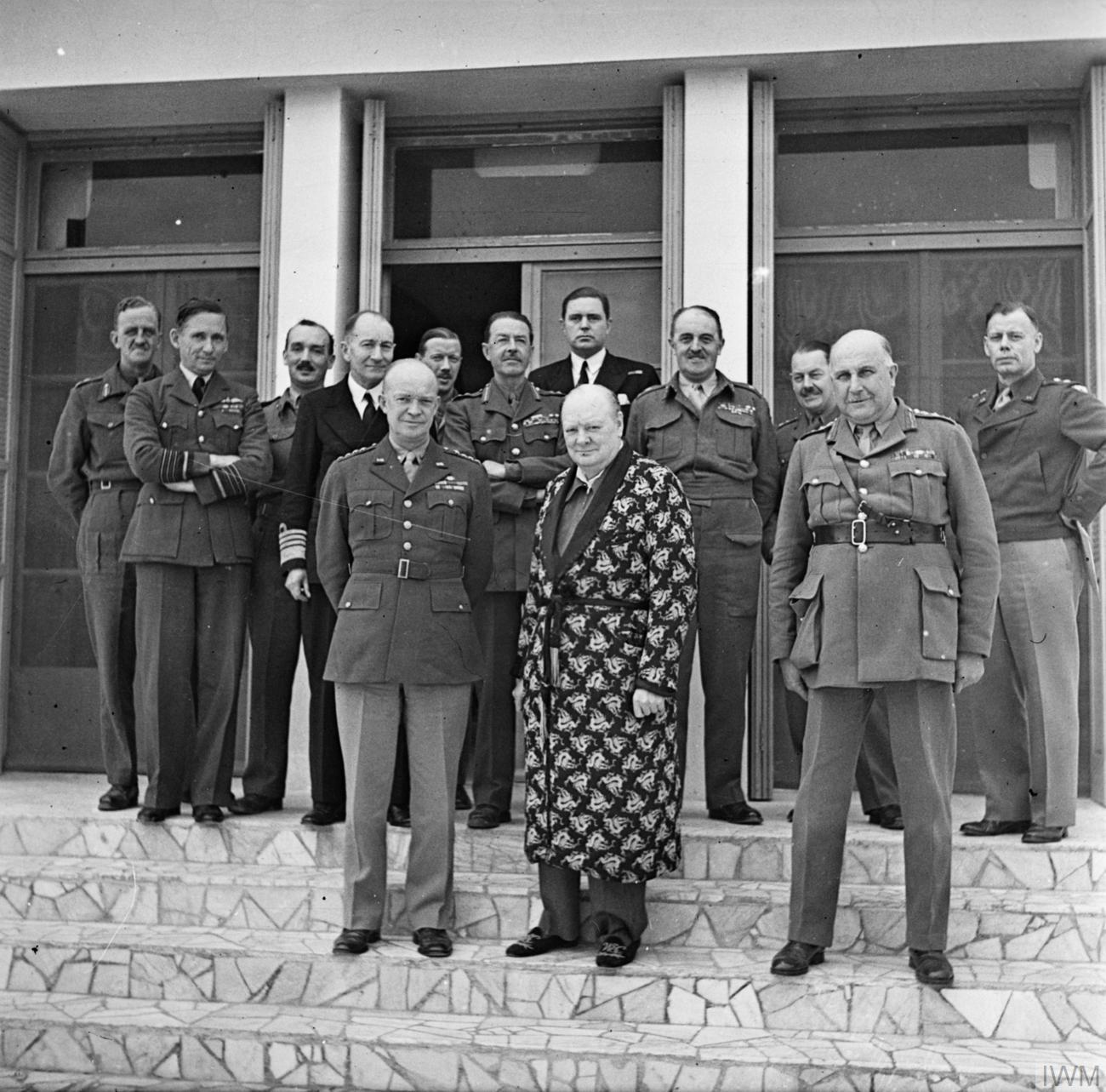
요양 중인 윈스턴 처칠은 지중해의 전임 및 신임 최고사령관인 드와이트 D. 아이젠하워와 헨리 매틀랜드 윌슨을 만난다. 이들은 처칠의 오른쪽과 왼쪽에 서 있다. 그들 뒤에는 (왼쪽에서 오른쪽으로) 존 화이틀리, 아서 테더 공군 중장, G. S. 톰슨 준장, 존 커닝햄 경 제독, 미상, 해럴드 알렉산더, M. L. 파워 대령, 험프리 게일, 레슬리 홀리스, 그리고 아이젠하워의 참모장인 월터 베델 스미스가 서 있다.

테더는 서부 사막 (북아프리카)에서 공군력 증강을 감독했고, 더 중요하게는 새롭고 더 효과적인 작전 및 행정 정책의 개발을 감독하여, 이 공군력을 1942년 10월 결정적인 제2차 엘 알라메인 전투에서 연합군 승리의 핵심이 되는 매우 효과적인 부대로 만들었다. 그의 폭격 전술 중 하나는 "테더 카펫"으로 알려졌다. 그는 중동에서의 공로를 인정받아 1942년 11월 27일 바스 훈장 바스 대십자 기사로 승진했다.
1943년 2월, 테더는 지중해 공군 사령부를 지휘하게 되었고, (전구 사령관) 드와이트 D. 아이젠하워 미군 장군 휘하에서 복무했으며, 이 역할에서 연합군의 시칠리아 침공과 그 뒤를 이은 연합군의 이탈리아 침공 계획에 깊이 관여했다. 그는 1943년 8월 27일 미국 훈공장을 수여받았고 1943년 10월 1일 폴란드 폴란드 재건국 훈장 대십자 훈장을 수여받았다. 그는 1943년 12월 확장된 공군 그룹을 포괄하는 지중해 연합 공군 사령관으로 취임했다.
오버로드 작전이 계획되자, 테더는 1944년 1월부터 아이젠하워 장군 휘하의 SHAEF 부사령관으로 임명되었다. 그러나 그는 영국군 장군 버나드 몽고메리에게 반감을 가지게 되었고, 어려운 오버로드 작전 기간과 그 이후에도 몽고메리의 지휘 능력에 대해 비판적이었으며 몽고메리의 해임을 주장했다. 전쟁의 마지막 해에 테더는 벌지 전투로 서부 전선이 압박을 받자 지원을 요청하기 위해 소련으로 파견되었다. 1945년 5월 독일의 무조건 항복이 이루어졌을 때, 테더는 아이젠하워 장군을 대신하여 서명했다. 그는 1945년 6월 6일 공군 대장 정식 계급으로 승진했다. 테더는 1945년 8월 28일 소련 쿠투조프 훈장 (1급)을 수여받았고 1945년 9월 12일 왕립 공군 원수로 승진했다.

## 말년
테더는 영국 왕립 해군의 역사에 대한 매우 높이 평가되는 에세이를 썼으며 그의 전쟁 회고록도 집필했다. 1950년 11월, 그는 케임브리지 대학교 총장으로 선출되었다. 그는 또한 1954년부터 1960년까지 스탠다드 모터 컴퍼니의 회장을 역임했으며 영국방송공사 이사회 부회장으로도 활동했다. 만년에 그는 파킨슨병을 앓다가 1967년 6월 3일 서리주 밴스테드에 있는 자택에서 사망했다.
그의 유해는 런던의 RAF 교회인 세인트 클레멘트 데인즈에 묻혔다. 그의 이름은 웨스트민스터 사원의 기념비에서 볼 수 있다.

## 참고 자료
- Orange, Vincent (2004). 《Tedder: Quietly in Command》. Frank Cass Publishers. ISBN 0-7146-4817-5.
- Owen, Roderic (1952). 《Tedder》. Collins. ASIN B0027JEIYQ.
- Probert, Henry (1991). 《High Commanders of the Royal Air Force》. HMSO. ISBN 0-11-772635-4.
- Tedder, Arthur W. (1947). 《Air Power in War: The Lees Knowles Lecture》. Air Ministry. ASIN B0007JI5GA.
- Tedder, Arthur W. (1916). 《The Navy of the Restoration, from the death of Oliver Cromwell to the Treaty of Breda》. Cambridge University Press.
- Tedder, Arthur W. (1966). 《With Prejudice: The War Memoirs of Marshal of the Royal Air Force, Lord Tedder》. Cassell. ASIN B007T56EHW.